# HMAS Sydney (D48)
La HMAS Sydney era un incrociatore leggero della classe Leander della Royal Australian Navy. Impiegata nella Mediterranean Fleet durante la seconda guerra mondiale, conseguì numerosi successi contro la Regia Marina, nei primi anni di guerra. Affondò in circostanze non chiare nel novembre 1941: si tratta della maggiore perdita di vite umane in una singola nave da guerra australiana e la più grande unità di qualsiasi marina Alleata del conflitto ad andare persa senza sopravvissuti.
Le ricerche del relitto del Sydney hanno costituito un compito molto sentito in Australia e hanno portato al suo ritrovamento nel 2008.

## Storia
Il Sydney fu impostato nei cantieri Swan Hunter & Wigham Richardson Limited di Wallsend, nel Regno Unito, l'8 luglio 1933, come HMS Phaeton; fu poi acquistato dal governo australiano nel 1934 e rinominato in onore della precedente Sydney. Varata il 22 settembre 1934 dalla moglie dell'Alto Commissario australiano nel Regno Unito, entrò in servizio il 24 settembre 1935 a Portsmouth.
Durante la seconda guerra mondiale, il Sydney fu impiegato nel mar Mediterraneo contro la Regia Marina, al comando del capitano di vascello John Augustine Collins. Il 28 giugno 1940, mentre agiva in funzione di protezione convogli, il Sydney affondò il cacciatorpediniere Espero, che aveva attaccato il convoglio assieme ad altre unità. Il 9 luglio prese parte alla battaglia di Punta Stilo.
La vittoria di maggior rilievo fu ottenuta il 19 luglio 1940, nella battaglia di Capo Spada, al largo delle isole della Grecia. Assieme ad una squadra di cacciatorpediniere britannici, il Sydney ingaggiò battaglia contro due incrociatori leggeri italiani, il Bartolomeo Colleoni e il Giovanni dalle Bande Nere: il primo fu affondato dai caccia, mentre il Sydney colpì il Bande Nere, che riuscì ad allontanarsi. Dopo ulteriori azioni, il 30 dicembre fu restituito alla Royal Australian Navy.

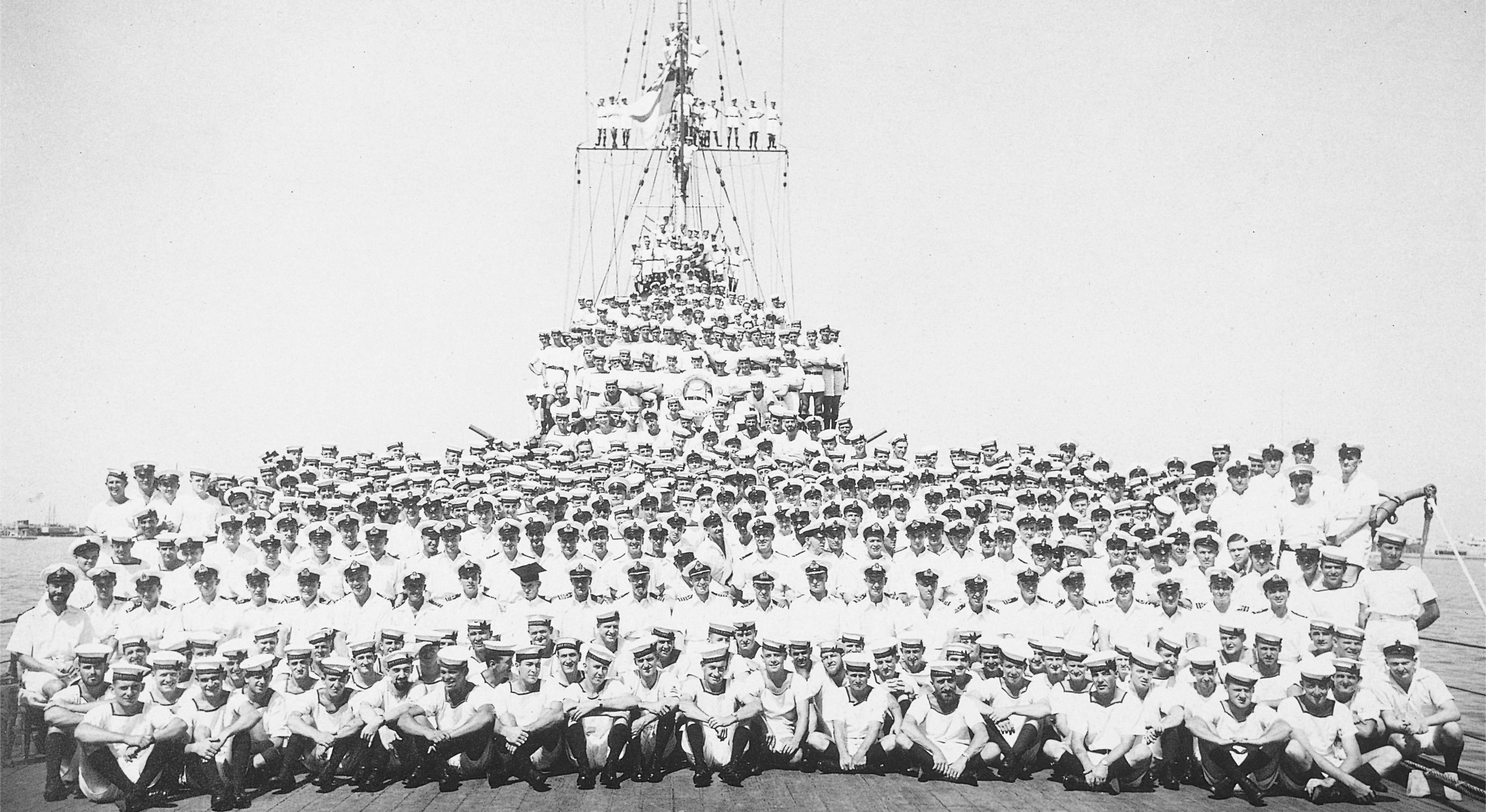
I 645 membri dell'equipaggio della Sydney nel 1941, anno dell'affondamento della nave

Dopo un anno passato tra l'Oceano Pacifico e l'Indiano, nel novembre del 1941 il Sydney si trovò a tornare da Sumatra a Freemantle quando, alle 16 del 19 novembre, a ovest di Shark Bay (Australia occidentale), notò una nave mercantile a 20 km di distanza e la ingaggiò. Il mercantile, identificatosi come la nave olandese Straat Malakka, era in effetti l'incrociatore ausiliario tedesco Kormoran. Secondo la ricostruzione dei sopravvissuti del Kormoran, il Sydney si avvicinò fino a 1000 m dal presunto mercantile, e fu preso di sorpresa e colpito, quando l'equipaggio del Kormoran aprì il fuoco con i cannoni nascosti e con i siluri. La nave tedesca, gravemente danneggiata nello scontro, fu abbandonata: il Sydney affondò e i 645 membri dell'equipaggio morirono tutti.

## Resti delSydney

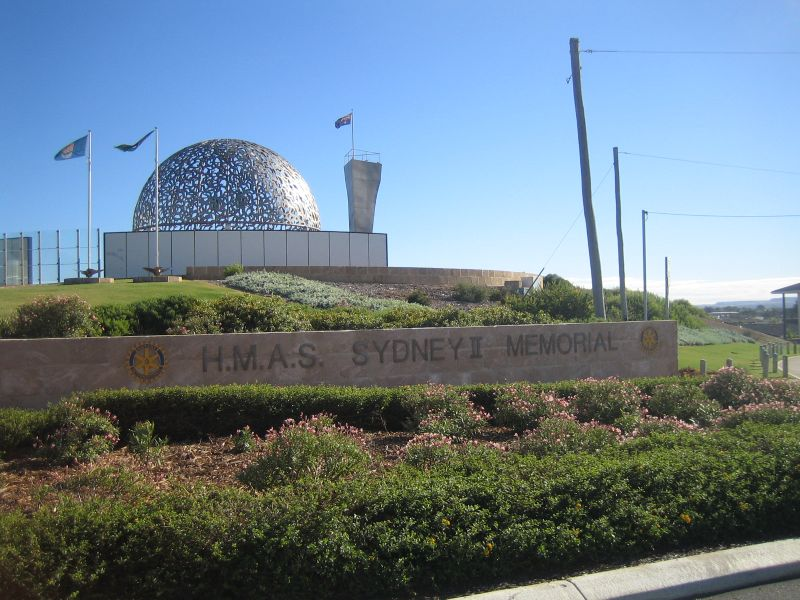
Il Memoriale dell'HMAS Sydney, a Geraldton, Western Australia

L'Australian War Memorial ospita l'unica traccia consistente mai ritrovata del Sydney prima del 2008, un battellino "Carley", chiaramente danneggiato da colpi di arma da fuoco, ritrovato in mare nove giorni dopo l'affondamento.
Intorno al 6 febbraio 1942, un altro "Carley", contenente il corpo di un maschio bianco adulto, fu trovato sull'Isola di Natale, a 2.500 km dal luogo della battaglia. Né il corpo né il battello furono identificati, sebbene sia possibile che entrambi provenissero dal Sydney. I documenti che registravano il luogo di sepoltura del corpo furono distrutti durante l'occupazione giapponese dell'isola. Nell'ottobre 2006, un gruppo di ricerca ritrovò il corpo con i resti di una pallottola calibro 9 mm Parabellum o il frammento di uno shrapnel nel cranio; malgrado ciò, non è stato possibile collegare i resti al Sydney.
Nel marzo 1943, un salvagente del Sydney fu trovato nei pressi di Comboyuro Point, Moreton Island, Queensland, sebbene sia possibile che sia stato perso prima dello scontro col Kormoran.

### Il ritrovamento dei resti del Sydney
I resti del Sydney sono stati ritrovati il 16 marzo 2008, il giorno dopo il ritrovamento di quelli del Kormoran. Lo scafo della nave, ancora intatto, si trova a 100 miglia dalla costa dell'Australia Occidentale; il fatto che la nave si trovi a grande profondità (2468 metri) e che contenga, verosimilmente, i corpi dei marinai deceduti rendono improbabile un suo recupero.